# Un village français
 (18 août 2025).
Motif : présentation non conforme, à délister
Cet article concerne une série télévisée. Pour la série de bande dessinée, voir Un village français (bande dessinée).
Un village français est une série télévisée française créée par Frédéric Krivine, Philippe Triboit et Emmanuel Daucé, respectivement scénariste principal, réalisateur principal et producteur. La fiction est diffusée sur France 3 à partir du 4 juin 2009, sur France 5 le lundi à partir du 24 février 2014 (saison 3), sur TV5 Monde, en Belgique, Suisse (FBS) le jeudi en février-mars 2014 (saison 5), au Canada à partir du 10 mars 2014 sur TV5 Québec Canada, en Corée du Sud à partir d'avril 2014 sur MBC, en Suède à partir du 14 mai 2016 sur SVT1 et en Catalogne à partir du 30 juillet 2018 sur la télévision TV3 et depuis janvier 2024 la série est accessible sur la plateforme TF1+ et sous la forme d'une sélection thématique sur Pluto Tv.
Cette série a pour but de retracer la chronologie de l'Occupation allemande dans une petite sous-préfecture fictive du Jura, non loin de la ligne de démarcation, du point de vue de la population civile, en prenant le temps de détailler les positionnements individuels et leurs évolutions en fonction des événements. Elle est censée s'étaler sur cinq ans avec une prévision d'environ 60 épisodes de 52 minutes, soit 12 par année d'occupation.
Néanmoins, la troisième saison fait quelque peu évoluer le concept puisque ses douze épisodes couvrent une période de six semaines environ, dans le but de proposer une longue intrigue à suspense avec des séquences d'accroche. La série est positivement accueillie par la critique, et ses audiences sont généralement bonnes. Elle inspire notamment la saison 2 de la série Andor de l'univers Star Wars, traitant de la résistance.
L'historien Jean-Pierre Azéma, spécialiste de la Seconde Guerre mondiale, en est le conseiller historique.

## Synopsis
En juin 1940, Villeneuve, petite sous-préfecture fictive du Jura, est bouleversée par l'arrivée de l'armée allemande. L'occupation de la France vient de commencer. Elle va durer quatre ans : quatre ans pendant lesquels le spectateur est invité à vivre avec Daniel, Marcel, Marie, Raymond, Jeannine, Lucienne, et bien d'autres encore, dans un monde où la peur, la faim, le danger sont quotidiens ; quatre ans durant lesquels il partage le destin de ces personnages ordinaires, découvre leurs failles, leurs secrets et leur capacité à vivre en eaux troubles…

## Auteurs
- Auteur principal, directeur d'écriture : Frédéric Krivine

- Frédéric Azémar (saisons 1-3)
- Brigitte Bémol (saison 2 et 7)
- Sophie Bocquillon (saisons 5-6)
- Claude Cauwet (saison 1)
- Sylvie Chanteux (saisons 2-6)
- Benjamin Dupas (saisons 1-5)
- Marine Francou (saisons 1-6)
- Hugues Girard (saison 7)
- Fanny Herrero (saisons 3-6)
- Séverine Jacquet (saison 1)
- Stéphane Keller (saison 3)
- Marie Roussin (saison 5 et 7)
- Emmanuel Salinger (saisons 4-7)
- Cédric Salmon (saison 1, consultant sur la saison 2)
- Vincent Solignac/Emmanuelle Sardou (saisons 4-6)

- Consultants :
  - Jean-Pierre Azéma et Marjolaine Boutet (Histoire)
  - Violaine Bellet (psychologie des personnages)

## Réalisateurs
- Philippe Triboit (producteur artistique, réalisateur des épisodes 1-6, 13-18 et 25-30)
- Olivier Guignard (épisodes 7-12)
- Jean-Marc Brondolo (épisodes 19-24 et 37-42)
- Patrice Martineau (épisodes 31-36 et 55-60)
- Jean-Philippe Amar (épisodes 43-48, 49-54 et 61-72)

## Lieux de tournage
- Creuse

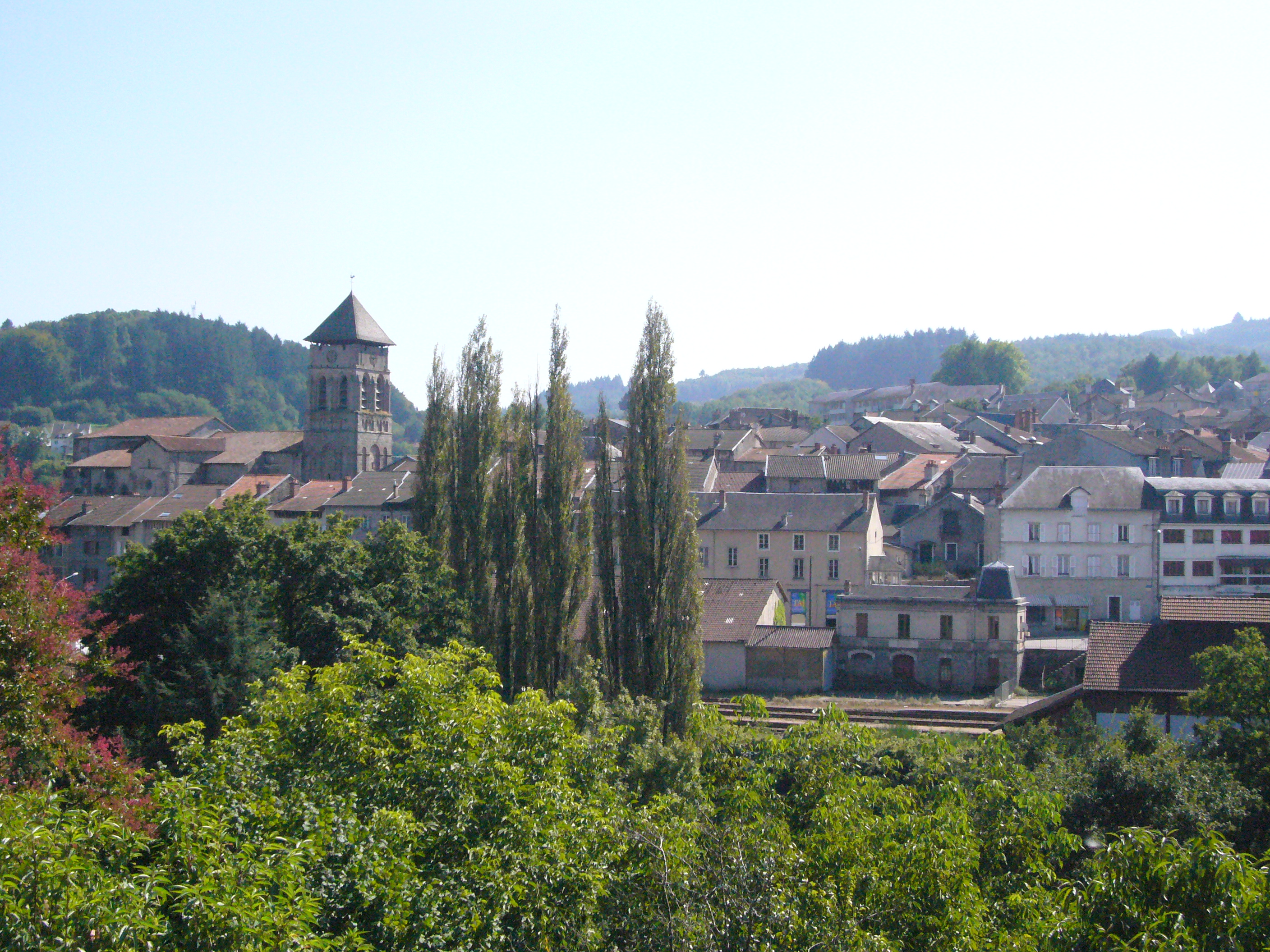
Eymoutiers (Haute-Vienne), où ont été tournées de nombreuses scènes.

  - Châtelus-le-Marcheix, le pont de Chauverne (pont-ligne de démarcation)[8]
  - La Souterraine (Villeneuve), place Emile-Parrain[8]
  - Saint-Moreil (église, café)[8]
- Seine-et-Marne
  - Crécy-la-Chapelle (scierie)
  - Château de Ferrières en Seine-et-Marne (les scènes de la kommandantur)[3]
  - Lésigny (Haras de Maison Blanche : maison docteur Larcher)
- Haute-Vienne
  - Bersac-sur-Rivalier (saison 4)
  - Châlus, dans et autour de la maison Moins (saison 6)
  - Châteauponsac (générique)[8]
  - Coussac-Bonneval : gare
  - Eymoutiers (arrivée du train des Juifs déportés – épisode 1 de la saison 4 ; défilé du 11 novembre 1943 – saison 5 ; dernier plan du dernier épisode – saison 7)[8]
    - La Varache d'Eymoutiers : le maquis Antoine (saison 5)

  - Limoges (entre autres la façade de la kommandantur)[8]
  - Saint-Denis-des-Murs : dans l'usine désaffectée du village de L'Usine[9] (saison 6)
  - Saint-Genest-sur-Roselle (saison 4)
  - Saint-Junien[8]
  - Saint-Léonard-de-Noblat (saison 4)[10]
  - Le Vigen : château de Ligoure[8]
  - Saint-Jean-Ligoure
- Seine-Saint-Denis
  - Neuilly-sur-Marne (école)
- Val-d'Oise
  - Cormeilles-en-Parisis, fort de Cormeilles : scène de l’exécution de Marcel Larcher et de Chassagne (saison 5)
  - Herblay (saison 4)
  - Magny-en-Vexin (saison 1)[11]

La série est cofinancée par la région Limousin, puis par la région Nouvelle-Aquitaine.
Le conseil général du Val-d'Oise prêta, lors du tournage dans ce département, « des meubles et des documents issus du musée départemental de l'éducation de Saint-Ouen-l'Aumône ».
À chaque passage dans une localité pour le tournage, des figurants sont choisis dans la population locale.

## Distribution

### Distribution principale
- Robin Renucci : Daniel Larcher (2009-2017)
- Audrey Fleurot : Hortense Larcher (2009-2017)
- Thierry Godard : Raymond Schwartz (2009-2017)
- Emmanuelle Bach : Jeannine Schwartz (2009-2017)
- Nicolas Gob : Jean Marchetti (2009-2016)
- Marie Kremer : Lucienne Borderie-Bériot (2009-2017)
- Cyril Couton : Sous-préfet Servier (2009-2016)
- Richard Sammel : Heinrich Müller (2009-2017)
- Constance Dollé : Suzanne Richard (2009-2017)
- François Loriquet : Jules Bériot (2009-2017)
- Martin Loizillon : Antoine (2013-2017)
- Nade Dieu : Marie Germain (depuis 2009, dans flash-back depuis 2015)
- Fabrizio Rongione : Marcel Larcher (depuis 2009, dans flash-back depuis 2014)
- Maxim Driesen : Gustave Larcher (2009-2017)
- Patrick Descamps : Henri De Kervern (2009-2012, 2014-2017)
- Stanislas Nordey : Gustave Larcher adulte (2017)
- Antoine Mathieu : Edmond Lherbier (depuis 2009)
- Olivier Soler : Antoine Loriot (2010-2017)
- Bernard Blancan : Anselme (2013-2017)
- Philippe Résimont : Philippe Chassagne (2012-2013)
- Annick Boyer : Inès (2009-2012, depuis 2016)
- Thomas Mialon : Raoul Germain (2010-2017)
- Lucas Tondelier-Roth et Tom Tondelier-Roth : Tequiero Larcher (2009-2017)

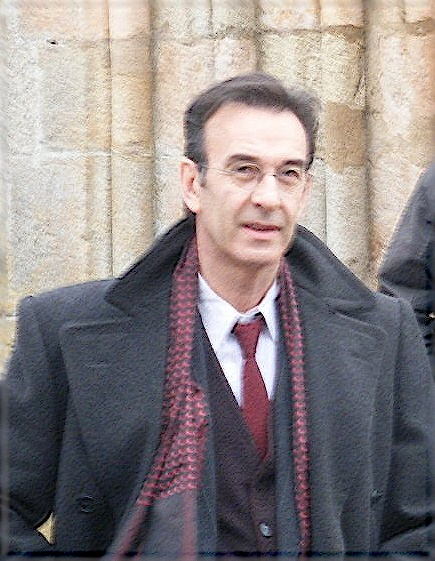
Robin Renucci en 2009 durant le tournage à Saint-Jean-Ligoure.
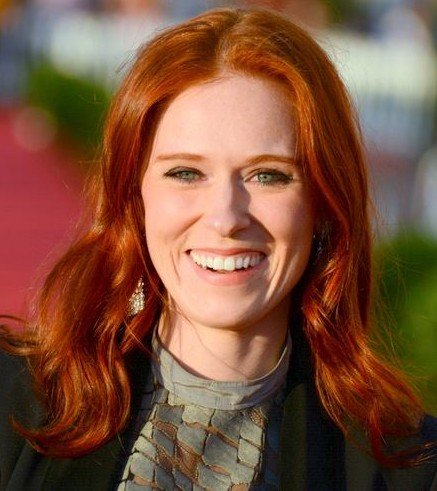
Audrey Fleurot à Cabourg en 2013.
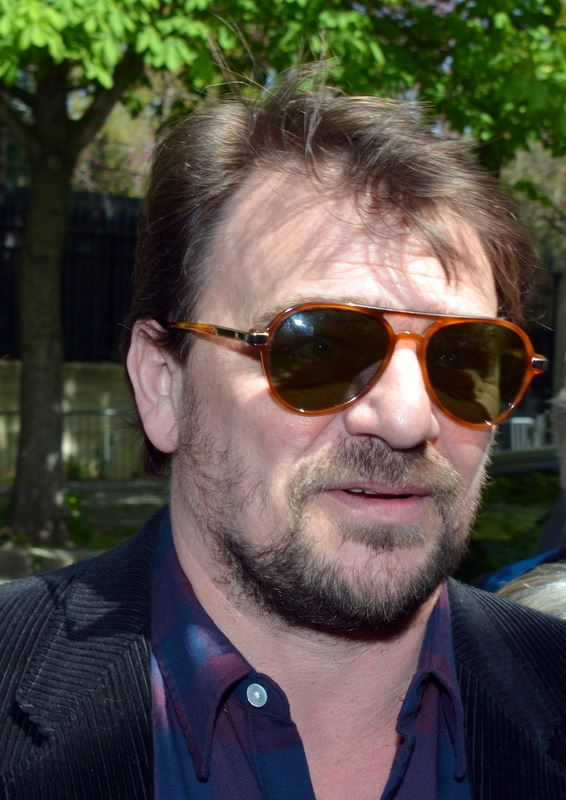
Thierry Godard en 2016.
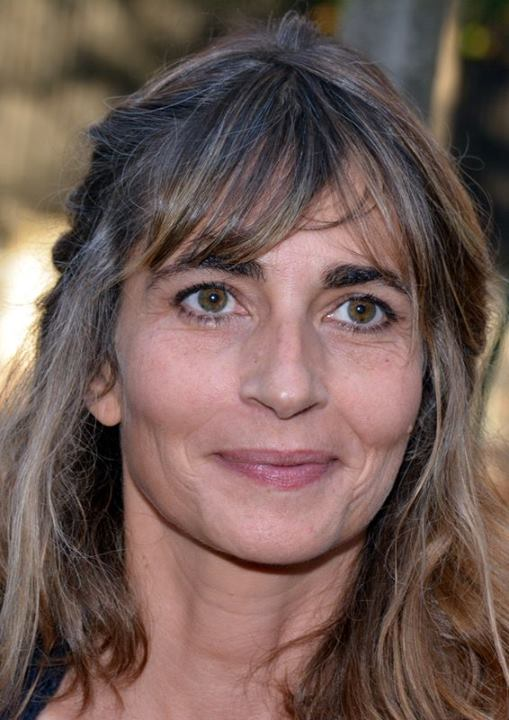
Emmanuelle Bach en 2013.
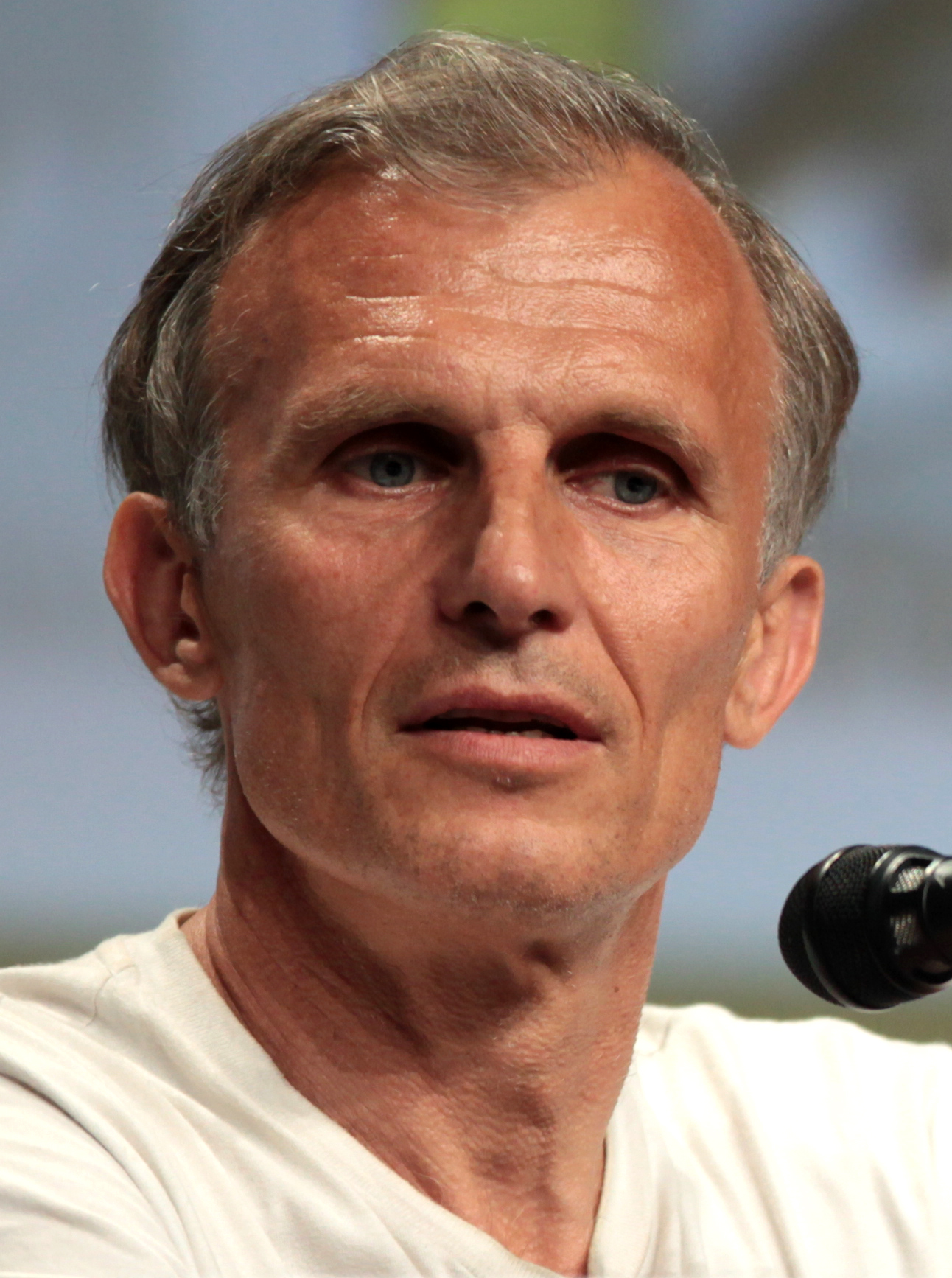
Richard Sammel en 2014.
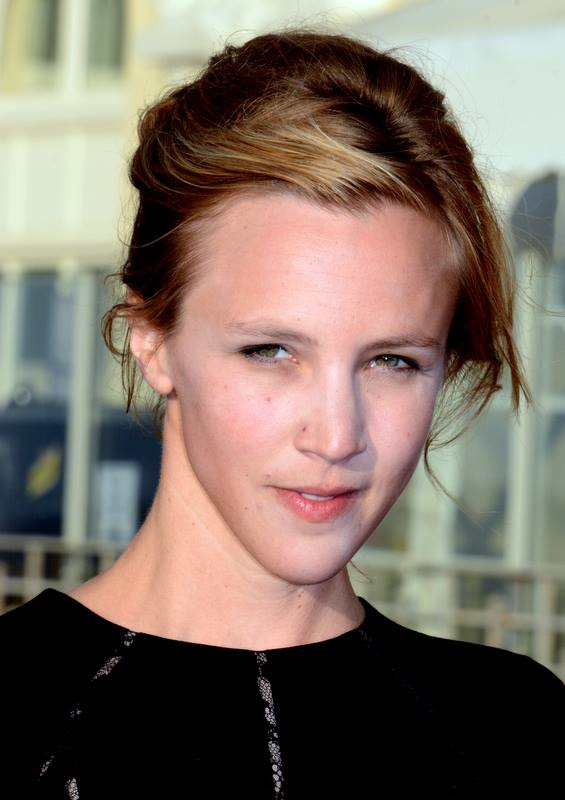
Marie Kremer à Cabourg en 2013.
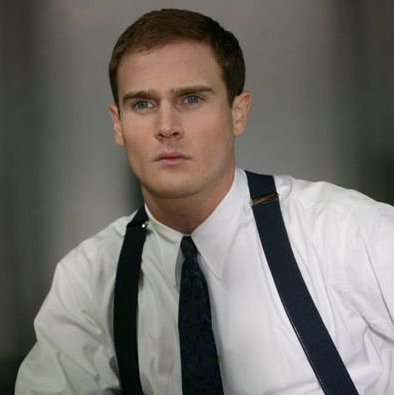
Nicolas Gob en 2013.

### Distribution secondaire
- Yann Goven : Max (2009-2014)
- Axelle Maricq : Rita de Witte (2012, 2014-2017)
- Manu Layotte : Mareck (2009)
- Christopher Buchholz : Schneider (2013-2014)
- Olivier Ythier : Vernet (2010-2014)
- Max Renaudin : Marceau Schwartz (2009-2012)
- Nathalie Bienaimé : Joséphine Schwartz (2010-2013)
- Laurent Bateau : Albert Crémieux (2010-2012)
- Peter Bonke : Kollwitz (2010-2012)
- Hélène Seuzaret : Anna Crémieux (2010-2012)
- Lucie Bonzon : Hélène Crémieux (2010-2012)
- Judith Rémy : Madame Berthe (2009-2012)
- Nathalie Cerda : Judith Morhange (2009-2012)
- Pascal Casanova : Morel (2012)
- Bruno Rochette : Dupas (2012)
- Laurent Manzoni : Victor Bruller (2012)
- Jérôme Robart : Vincent (2012)
- Amandine Dewasmes : Marguerite (2013)
- Alexandre Hamidi : Claude (2013)
- Dan Herzberg : Lorrain Germain (2009-2010)
- Götz Burger : Helmut von Ritter (2009-2010)
- Emmanuelle Michelet : Maria (2009-2010)
- Maëva Pasquali : Émilie (2009-2010)
- Jean-Claude Baudracco : Marescaux (2012)
- Christian Brendel : Louis Caberni (2010)
- Gauthier de Fauconval : Jérôme Michelet (2010)
- Cyril Descours : Yvon (2010)
- Francis Renaud : Jacques (2009)
- Nadia Barentin (2009)
- Armelle Deutsch : Natacha (2009)
- Laura Stainkrycer : Sarah Meyer (2009-2013)
- Bertrand Constant : Delage (2009-2013)
- John-Christian Bateman : Bridgewater (2014)
- Stefan Konarske : Krüger (2014)
- Samuel Theis : Kurt (2009-2010, 2014-2015)
- Jochen Hägele : Ludwig (2012-2015)
- Patrick Raynal : Hector Lanzac
- Bruno Fleury : Blanchon (2013-2015)
- Karina Marimon : Mathilde, la candidate chanteuse pour le bal de la Libération (2015)
- Marie Bunel : Françoise Bériot adulte (2017)
- Judith Henry : Micheline Larcher (2009)
- Léa Betremieux : Eliane (2012-2017)

## Personnages

### Les Larcher
- Daniel André Larcher (Robin Renucci) : médecin de campagne, premier adjoint puis maire de Villeneuve après la disparition du maire précédent (on apprend dans la saison 7 que celui-ci se nomme Guarin, a été pharmacien avant l'Occupation, qu'il a fui en Suisse dès la débâcle et y a passé les cinq années suivantes et qu' il revient à Villeneuve en 1945) et époux d'Hortense (depuis la saison 1). Il est le père adoptif de Tequiero ainsi que le frère de Marcel et donc l'oncle de Gustave qu'il élève comme son fils. Son père, veuf, meurt en 1941. Alors que sa femme le trompe avec Marchetti puis part vivre avec Müller, il cache Sarah et Ézéchiel Cohn chez lui, mais va être arrêté. Emprisonné avec son frère Marcel, il est libéré par Müller qui lui invente un rôle d'informateur de la police allemande à la demande d'Hortense. Cela lui vaudra d'être accusé de collaboration en 1945 et d'être jugé et condamné à l'indignité nationale. En 1975, quelques jours après le suicide d'Hortense, il meurt d'une crise cardiaque. (70 épisodes)
- Hortense Larcher, née Laude (Audrey Fleurot, Axelle Demontreuille-Foex enfant saison 7 épisodes 5 et 6) : infirmière, épouse de Daniel, mère adoptive de Tequiero, elle devient la maîtresse de Marchetti qu'elle et son mari hébergent lorsqu'il débarque à Villeneuve, puis la maîtresse de Müller avec qui elle va vivre et tente même de fuir en Suisse peu avant la Libération. Tondue en 1944 pour sa conduite qui a scandalisé tout le village, y compris par son neveu Gustave qu'elle a hébergé pendant quatre ans, elle sombre peu à peu dans la folie. Souffrant de crises paranoïaques, elle exaspère Daniel qui l'emmène voir un psychiatre. Internée quelques jours, elle subit des électrochocs et des humiliations en série qui ne font qu'aggraver son état. De ses propres mots, elle souffre de toute façon depuis sa jeunesse, car, déjà dans l'enfance, sa mère la battait. En 1975, après le saccage de l'exposition qui lui est consacrée à cause d'un portrait de Müller qui fait scandale, elle se défenestre (saison 7). (64 épisodes)
- Tequiero Larcher (Lucas Tondelier-Roth, Tom Tondelier-Roth, Adam Sedouki et Éric Caravaca adulte saison 7) : fils naturel de réfugiés espagnols adopté par Daniel et Hortense. Prénommé ainsi par Daniel en entendant sa mère le lui dire. Ne comprenant pas l'espagnol, il pense qu'il s'agit de son prénom (te quiero signifie je t'aime en espagnol). Sa mère meurt en juin 1940. Son père apparaît en 1940 pour reprendre son enfant mais, avec la complicité de Jean Marchetti, Daniel et Hortense le gardent et l'adoptent officiellement. (Son père réapparaît en 1943 sous les verrous dans la même cellule que Marcel, il est fusillé peu après son incarcération). En septembre 1944 il est envoyé chez la mère d'Hortense. En 1975 il retourne chez Daniel, qu'il interroge sur son rôle durant l'occupation avant d'apprendre de sa bouche la vérité sur sa mère, et Hortense à Villeneuve.
- Maria (Emmanuelle Michelet) : bonne des Larcher jusqu'en 1941 (il n'est pas expliqué pourquoi elle est partie). (4 épisodes)
- Sarah Meyer (Laura Stainkrycer), juive d'origine tchécoslovaque. Employée des Schwartz (renvoyée par Mme Schwartz) puis des Larcher. Maîtresse de Daniel (depuis la saison 4) (elle est arrêtée par la milice française avec Ézéchiel, un juif recherché que Daniel et elle cachent durant la saison 5. Morte du typhus à Auschwitz Birkenau en 1945). (32 épisodes)
- Marcel Larcher (Fabrizio Rongione, Renaud Gaillardon enfant saison 5 épisode 8) : veuf de Micheline ; frère de Daniel et père de Gustave. Employé de la scierie. Amant de Suzanne, militant local du PC clandestin. Son père, veuf, meurt en 1941. Exécuté sur ordre de Müller à la fin de la saison 5. Son fantôme revient à la mort de Daniel en mars 1975 pour faire la paix avec ce dernier et le conduire dans l'au-delà à ses côtés. (44 épisodes)
- Micheline Larcher, née Thiers (Malandin d'après la bande dessinée) (Judith Henry) : femme de Marcel et mère de Gustave (meurt d'une longue maladie au milieu de la saison 1, on la revoit dans un flashback de Gustave dans la saison 7). (4 épisodes)
- Gustave Larcher (Maxim Driesen et Stanislas Nordey adulte saison 7) : fils de Marcel et de Micheline. Neveu de Daniel et Hortense, il vivra avec eux pendant la guerre, Marcel devant vivre caché après avoir descendu un officier allemand. Bouleversé par la mort de son père, il en accuse Daniel, allant même jusqu'à participer à l'humiliation publique d'Hortense en 1944. Par la suite, il fait du marché noir et assassine un sous-officier américain sur ordre de Jérôme Michelet. Sauvé par Loriot qui a fait accuser un autre complice - décédé - de Jérôme, il est caché par Edmond, qui a besoin d'instrumentaliser le souvenir de son père pour des raisons de propagande. Il devient militant communiste comme son père, mais avec moins de charisme. En 1975, alors que Léonore le quitte, il retrouve son oncle Daniel qu'il n'a pas vu depuis des années. (49 épisodes)
- René Larcher (Roger Dumas, Gauthier de Crépy jeune saison 5 épisode 9) : père de Daniel et Marcel Larcher, veuf, fervent patriote convaincu, il n'apprécie pas les idées communistes de son fils cadet. Il meurt de vieillesse en 1941 au début de la saison 3. On apprend cependant que sa femme lui est soumise. (2 épisodes)
- Monique Larcher (Marie Broche jeune saison 5 épisode 9) : épouse de René Larcher, mère de Daniel et Marcel Larcher. Elle est déjà morte au début de l'Occupation, on la voit cependant jeune dans un flashback de Daniel sur son enfance lors de la saison 5. Elle semble être une épouse soumise, malmenée par son mari (On ne connaît de son portrait qu'une photographie, ayant été développée par Daniel en 1928). (1 épisode)
- Madame Laude (Émilie Caen jeune saison 7 épisode 5) : mère d'Hortense, que sa fille déteste car elle l'a battue durant son enfance. On entend sa voix au téléphone lorsqu'Hortense l'appelle dans la saison 5, lui demandant l'hospitalité. Elle accepte sèchement, mais refuse dans un deuxième appel d'accueillir Gustave, et se réjouit de l'exécution de Marcel. Choquée, Hortense lui hurle dessus avant de raccrocher. Elle apparaît également dans un flashback d'Hortense en saison 7 qui se déroule en 1920 alors qu'elle a une dizaine d'années (on sait qu'elle habite à Besançon et que Tequiero a été envoyé chez elle). (2 épisodes)
- Monsieur Laude (Renaud Heine jeune saison 7 épisode 5) : père d'Hortense, avec lequel elle s'entend mieux qu'avec sa mère, il vit toujours pendant l'Occupation mais ne reconnaît plus personne selon sa femme. Il apparaît jeune dans un flashback d'Hortense en saison 7 qui se déroule en 1920 et est muet et paralysé dans un fauteuil roulant pour une raison inconnue, sans doute à cause d'une blessure de guerre reçue lors de la Grande Guerre. Hortense révèle à Jean lors de la saison 7 que son père l'a violentée sexuellement. (1 épisode)

### Les Schwartz
- Raymond Schwartz (Thierry Godard) : patron de la scierie, il fournit les Allemands en matériaux, époux de Jeannine (saisons 1 à 4) , père de Marceau , amant de Marie Germain (saisons 1 à 3 et 5), veuf de Joséphine (saison 5) et donc beau-frère d'Antoine. En 1941, il est assez gravement blessé par balle par Jérôme Michelet après avoir lui-même tué Caberni, l'amant de celui-ci. Il va en survivre, mais reste un certain temps dépendant physiquement de sa femme Jeannine. Il entre dans la Résistance (à partir de la saison 5), et devient candidat à la mairie en remplacement de Jules Bériot, poussé par Jeannine. Il ne va pas être élu et fait faillite, mais réussira à remonter une affaire et à refaire sa vie loin de Jeannine. Remarié avec son employée Amélie, il est toujours vivant en 1975. (60 épisodes)
- Jeannine Schwartz (Emmanuelle Bach) née de Cantillon (Breylleau d'après les bandes dessinées) : épouse de Raymond dont elle divorce (saison 4), puis épouse du nouveau maire Philippe Chassagne (saison 5). Chef de l'entreprise « Schwartz Béton ». Collaboratrice notoire, elle verse malgré tout de l'argent au maquis en 1943, au cas où la Libération se produirait, et se sert de cela pour échapper à une trop forte sanction lors de l'épuration. Après la guerre, elle prend une place importante dans la vie publique de Villeneuve, poussant son ex-mari Raymond Schwartz à postuler à la mairie. Elle ne parvient pas à le reconquérir mais le fait libérer par l'entremise de son père en 1953, Raymond refaisant sa vie avec Amélie. (55 épisodes)
- Marceau Schwartz (Max Renaudin) : fils de Raymond et de Jeannine, ami de Gustave Larcher et Hélène Crémieux. Sa dernière apparition remonte à la saison 4, à la fin de laquelle il part chez son grand-père à Paris. (16 épisodes)
- Joséphine Schwartz, née Martin (Nathalie Bienaimé) : sœur d'Antoine, elle est d'abord employée de maison des Schwartz (saisons 3 et 4) ; puis devient l'épouse de Raymond Schwarz. Après avoir rendu visite à son frère dans le maquis, dénoncée par Éliane, elle est arrêtée par Marchetti qui torture Anselme sous ses yeux pour la faire craquer. Pour ne pas livrer son frère, elle se défenestre. (12 épisodes)
- Antoine Martin (Martin Loizillon) : beau-frère de Raymond Schwartz, c’est le petit frère de la seconde épouse de celui-ci, Joséphine. Il est réfractaire au STO, et se sauve dans le maquis où il prend la tête d’un groupe de réfractaires et devient le chef du maquis Antoine (s'engage dans l'armée à la suite de la libération de Villeneuve en 1944. Il revient à Villeneuve en saison 7 et se fiance avec Geneviève). Il meurt en octobre 2000, victime d'un malaise cardiaque, à la Sécurité Sociale de Villeneuve. (30 épisodes)
- Maria : bonne de Jeannine à partir de 1944.
- Amélie Grosjean (Hélène Foubert) : employée à la scierie en 1945 et épouse du contremaître Hubert Grosjean. Son mari a passé cinq ans en Stalag en Allemagne. Elle a un fils, Arsène, né pendant l'emprisonnement d'Hubert et que ce dernier, à son retour, accepte de reconnaître bien qu'il s'agisse de l'enfant d'un autre. Pour cette même raison, plus tard son mari la brutalise. Gréviste en 1945, elle s'oppose à son mari et va se rapprocher de Raymond, avec qui elle va se marier en 1953. (6 épisodes)
- Hubert Grosjean (Hervé Laudière) : contremaître à la scierie en 1945, mobilisé durant la drôle de guerre, il a été fait prisonnier en 1940 et a passé cinq ans emprisonné dans un stalag allemand, il revient à Villeneuve après la fin de la guerre et retrouve sa femme Amélie qui a eu un fils pendant son emprisonnement qu'il accepte de reconnaître. Cependant, il va s'opposer à la grève qui éclate fin 1945, peu avant les élections municipales, et va s'opposer aussi à son épouse et à Raymond. Son épouse se lie finalement à Raymond avec qui elle est mariée en 1953. Après la fermeture de la scierie, il passe le concours pour entrer dans la police en 1948 et arrête Raymond en 1953 pour le meurtre de Caberni en 1942. Protégé par la famille de Cantillon de son ex-épouse Jeannine, Raymond est libéré et Hubert, muté en Guyane. Par vengeance, ce dernier s'introduira chez Raymond et Amélie avec une arme juste avant son départ pour la Guyane, et les brutalisera. (6 épisodes)

### Les Germain
- Lorrain Germain (Dan Herzberg) : métayer des Schwartz ; époux de Marie (saisons 1 et 2) ; père de Raoul et de Justin (meurt en saison 2 tué par sa femme). (8 épisodes)
- Marie Germain, née Veirgnaud (Nade Dieu) : épouse de Lorrain, qu'elle abat à la fin de la saison 2 à la suite d'une trahison de sa part (saisons 1 et 2).  Mère de Raoul et de Justin. Recrutée par Henri de Kervern, elle fait partie de la résistance gaulliste avec Albert Crémieux et Jules Bériot entre autres. Elle devient chef d’un mouvement de résistance et prend la tête des FFI en 1944. Maîtresse de Raymond Schwartz (saisons 1 à 3, 5 et 6). Elle meurt pendue par Marchetti en 1944, quelques minutes avant la libération de Villeneuve. Jules Bériot donne son nom à la place principale de la ville en son honneur. (50 épisodes)
- Raoul Germain (Thomas Mialon) : fils aîné de Marie et Lorrain. Il entre dans la Résistance aux côtés de sa mère et d'Albert Crémieux au début de la saison 4 et est arrêté par les Allemands. Libéré par Antoine et Raymond Schwartz lors de la saison 5, il disparaît pendant un temps puis fait son retour après la mort de sa mère. Il participe à l'épuration et à la pendaison d'Alban, qu'il accuse d'être responsable de la mort de Marie. (14 épisodes)
- Justin Germain (Julien Labbé) : fils cadet de Marie et Lorrain (on ne le voit que dans la saison 3 lorsqu'il est réfugié avec sa mère et son frère chez Henri De Kervern et Judith Morhange, il est ensuite envoyé dans la famille pour rester à l'abri). (4 épisodes)

### Les Crémieux
- Albert Crémieux (Laurent Bateau) : industriel juif, il vend son entreprise à Raymond Schwartz dans le cadre de l'"aryanisation" et espère la récupérer après la guerre. Il s'engage dans la Résistance aux côtés de Marie, Jules Bériot et Vernet (meurt en saison 4 lors de l'action menée par la police de Vichy contre son réseau). (18 épisodes)
- Anna Crémieux (Hélène Seuzaret) : femme d'Albert, juive autrichienne (envoyée à Drancy lors de la saison 4 et probablement assassinée à l'Est). (7 épisodes)
- Hélène Crémieux (Lucie Bonzon) : fille d'Anna et d'Albert (envoyée à Drancy lors de la saison 4 et assassinée à Auschwitz, selon Gustave lors d'une conversation avec Daniel et Tequiero dans l'avant-dernier épisode). (10 épisodes)

### Le commissariat
- Henri de Kervern (Patrick Descamps) : compagnon de Judith Morhange (quitte Villeneuve en saison 4), ancien commissaire de police de Villeneuve (saisons 1 à 2) ; s'engage dans la Résistance (saison 2), subalterne de Marchetti (saison 3) , apparaît au chevet de son épouse Judith (saison 4), préfet de De Gaulle à Villeneuve en 1944 (saison 6) (Blessé par les miliciens et sauvé par transfusion par Daniel à l'aide de Kurt, il est ensuite convalescent et incapable de marcher pendant trois mois). Il redevient préfet par la suite et reprend ses fonctions de chef de police après la destitution de Loriot à la suite de l'affaire Gustave Larcher (saison 7). (30 épisodes)
- Jean Marchetti (Nicolas Gob) : agent des RG chargé de la traque des communistes (saison 1), inspecteur divisionnaire, commissaire de police de Villeneuve puis chef de la police, collaborateur. Amant d’Hortense Larcher puis de Rita de Witte, une juive qu’il cache, elle aura un enfant de lui : David. Surnommé "le boucher de Villeneuve", il pend Marie Germain de ses propres mains alors que de son propre aveu, "il n'y était pas obligé". Il est arrêté par la police française et transféré à Dijon pour y être jugé, malgré les protestations des habitants de Villeneuve. Recevant une dernière visite de Rita en prison, il lui demande du poison et se suicide pour échapper au peloton d’exécution (saison 7). (50 épisodes)
- Rita de Witte (de Wittenberg) (Axelle Maricq) : maîtresse de Jean Marchetti et enceinte de lui, ils ont un fils, David. Rita est juive et sa mère (Annie Mercier) est internée à Drancy à cause de Marchetti (fuit en Suisse à la fin de la saison 4 après la découverte du rôle de son amant, est expulsée et revient en saison 6, elle part en Palestine en fin de saison 6 avec Ézéchiel, sa fille et David après l'arrestation de Jean). Elle meurt en 1948 en Palestine avec Ézéchiel lors d’une attaque de leur camion. (19 épisodes)
- David de Witte (de Wittenberg) : fils de Rita de Witte et de Jean Marchetti (part en Palestine avec sa mère et son père et sa sœur adoptifs, Ézéchiel et Sophie Cohn). (7 épisodes)
- Alain Loriot (Olivier Soler) : policier, bras droit de Marchetti. Il devient chef de la police de Villeneuve en fin de saison 6. Après avoir eu un coup de foudre pour Suzanne Richard, il devient son compagnon après la libération. Lorsque Michelet révèle que Loriot a couvert Gustave Larcher pour le meurtre du sous-officier américain, il est destitué (saison 7). (38 épisodes)
- Vernet (Olivier Ythier) : policier résistant. Janvier et ses miliciens les assassinent, lui, sa femme et leurs deux jeunes enfants, en août 1944 (épisode 1, saison 6). (16 épisodes)
- Delage (Bertrand Constant) : policier résistant, agent double entre la Résistance et le commissariat. On ne sait pas ce qu'il advient de lui après la saison 5. (14 épisodes)

### L'école
- Judith Morhange (Nathalie Cerda) : directrice de l'école, elle est révoquée en 1940 à cause du statut des Juifs. Compagne du commissaire Henri de Kervern, elle est arrêtée lors de la rafle menée par Marchetti en 1942 et est internée avec les autres juifs à l'école. Elle devient le porte-parole du groupe et parvient à apaiser les tensions, permet le dialogue avec les soldats et obtient des vivres supplémentaires. Envoyée avec les autres à Drancy, gravement malade, elle échappe à la déportation et revient à Villeneuve, à sa demande Daniel l'aide à mourir, De Kervern est à ses côtés (saison 4). (28 épisodes)
- Lucienne Borderie (Marie Kremer) : institutrice, lors de l'arrivée des troupes allemandes en 1940, des avions tirent sur sa classe en sortie scolaire, tuant l'autre instituteur et deux enfants. Elle craint la révocation mais ne subira qu'une inspection académique. Elle s'offre à Heinrich Müller, le chef de la SD (Sicherheitsdienst, Service de sécurité), dans la deuxième saison pour obtenir la libération de Bériot. Elle a entretenu une relation amoureuse avec Kurt, un soldat allemand, de qui elle a un enfant, Françoise. Le directeur de l'école Jules Bériot l'épouse pour sauver l'honneur après l'envoi de Kurt sur le front de l’est (saison 4). Dans la saison 5, elle tombe amoureuse de Marguerite qui l'embrasse lors du défilé du 11 novembre, ce qui la marque beaucoup. Dans la saison 7, Lucienne est toujours vivante en 2003 et est la dernière survivante des résistants du défilé du 11 novembre 1943 à Villeneuve (c'est elle qui a saboté la radio allemande) mais refuse d'être qualifiée d'héroïne. Après avoir tenté de tuer son mari en 1945, le couple semble plus lié que jamais dans sa vieillesse, en 2003, Lucienne qui regrette son manque d'amour est pardonnée par son mari et elle embrasse Jules pour lui dire au revoir, ce qu'elle n'a jamais fait. C'est la dernière fois qu'elle le verra. Il souffre, en effet, d'un cancer du foie en phase terminale mais n'a jamais rien voulu lui dire. (62 épisodes)
- Jules Bériot (François Loriquet) : il succède à Judith Morhange à la direction de l'école et épouse Lucienne Borderie, dont il a toujours été amoureux, pour lui éviter le déshonneur car elle est enceinte (saison 4). Franc-maçon et opposé au régime de Vichy, il devient responsable de la Résistance à Villeneuve puis sous-préfet de Villeneuve en septembre 1944 remplaçant De Kervern, convalescent puis député-maire (saison 7). Sa relation avec Lucienne se détériore à tel point dans la saison 7 ils ne s'adressent plus la parole. Dans cette même saison, il lui avoue le meurtre de Kurt et Lucienne tente de l'empoisonner, quelque chose la fait changer d'avis. Toujours vivant en 2003, il est en maison de retraite où Lucienne lui rend visite chaque semaine. Le couple semble mieux s'entendre et une certaine affection s'est nouée entre eux, même si Lucienne constate qu'en soixante ans de mariage elle n'a rien su lui donner, ce que Bériot réfute. Atteint d'un cancer du foie en phase terminale, il met au courant sa fille mais pas sa femme qu'il ne veut pas voir pleurer. Il meurt en 2003, manquant son centenaire de peu. (56 épisodes)
- Marguerite Martin (Amandine Dewasmes) : nouvelle professeure de chant de l'école de Villeneuve, homosexuelle. Elle tombe amoureuse de Lucienne et l'embrasse lors du défilé du 11 novembre, ce qui marque beaucoup celle-ci. Elle est courrier de la Résistance qu'elle dénonce sous la pression (tuée par Vernet avec la complicité de Lucienne en fin de saison 5). (12 épisodes)
- Françoise Beriot (Marie Bunel) : fille de Lucienne et de Kurt, elle naît en tant que fille de Jules Bériot et ne sait pas qui est son père biologique. Elle dirige une galerie d'art à Villeneuve où elle organise l'exposition des tableaux d'Hortense Larcher en 1975. Célibataire et sans enfants, sa relation avec sa mère semble avoir toujours été distante. En 2003, peu de temps avant sa mort, Jules Bériot lui apprend la vérité sur sa naissance. (5 épisodes)
- Marek (Manu Layotte) : concierge de l'école en saison 1, il est accusé à tort d'un vol de jambon et est emprisonné. En saison 3, il est l'un des 20 otages condamnés à l'exécution, initialement choisis par les Allemands. Daniel Larcher contribue à l'épargner de cette condamnation à mort. On ne le revoit pas après ses remerciements au maire.
- Eugène Borderie : veuf d'Augustine Borderie, Lucienne est sa fille unique. Impliqué dans la paroisse, il a une ferme dans la campagne de Villeneuve. Craint par Jules Bériot, les deux hommes s'entendent finalement bien et se taquinent mutuellement. Ayant deviné que Lucienne est enceinte d'un enfant dont Jules n'est pas le père, il reconnaît que c'est un "gars bien". Après le défilé du 11 novembre 1943, les Bériot quittent l'école : Jules rejoint les dirigeants de la Résistance, tandis que Lucienne et Françoise s'installent chez Eugène. (3 épisodes)

### Résistants communistes et gaullistes
- Suzanne Richard (Constance Dollé) : amoureuse de Marcel et mère de Léonore, agent des Postes et militante socialiste (saison 1), elle rejoint le PC clandestin. Pendant la libération de Villeneuve, elle a une romance avec le chef du maquis Antoine. Elle quitte le PCF en 1945, scandalisée par les manœuvres d'Edmond. En 1975, et en tant que féministe, elle milite pour le droit à l'avortement. (47 épisodes)
- Léonore (Lise Greau et Alexia Portal) : fille de Suzanne Richard et de son ex-mari, mobilisé en 1939, qui a passé trois ans comme prisonnier en Allemagne après la défaite de 1940 (Elle vit d'abord avec son père et sa nouvelle compagne avant de venir vivre avec Suzanne et Loriot lorsque son père part s'installer en Bretagne en fin de saison 6. Amoureuse de Gustave, elle le suit en Belgique mais, déçue par lui, elle le quitte en 1975). (12 épisodes)
- Edmond Lherbier (Antoine Mathieu) : cadre local du PC clandestin, stalinien. On apprend en fin de saison 7 qu'il a été maire de Villeneuve durant 30 ans et que son petit-fils est apparenté Front national en 2003. (38 épisodes)
- Max Anxolabehere (Yann Goven) : militant local du PC clandestin (il a adhéré au PCF en 1920 à la suite du congrès de Tours), il a aussi fait la guerre d'Espagne. Proche de Marcel (Arrêté par les Allemands, envoyé en camp de concentration, il a vu de ses yeux les atrocités de Staline en URSS mais reste tout de même fidèle à son idéal. Il revient dans la saison 7, désabusé du stalinisme). (28 épisodes)
- Roger Marteau : député communiste de Villeneuve à l'Assemblée constituante élu en saison 7. (6 épisodes)
- Natacha (Armelle Deutsch) : prostituée engagée dans la résistance (tuée par Lorrain à la fin de la saison 2). (5 épisodes)
- Émilie Estabet (Maëva Pasquali) : ménagère révoltée, elle finit par entrer au PC car c'est le seul qui proteste contre le rationnement. Dans la saison 3, elle fournit une clef pour voler l'arme d'un officier allemand, client du bordel où elle fait le ménage, arme qui permettra à Marcel Larcher de tuer un autre officier. Piégée et torturée par Müller, elle va être déportée (on apprend en saison 7 qu'elle a été décapitée le 6 novembre 1943 à la prison de Hambourg). (5 épisodes)
- Madame Berthe (Judith Rémy) : patronne de la maison close locale ; proche d'Heinrich Müller (saison 2) et des communistes (saison 4). (5 épisodes)
- Yvon (Cyril Descours) : résistant qui rejoint le PC local (tué par Muller en saison 3). (6 épisodes)
- Victor Bruller (Laurent Manzoni) : cadre du réseau gaulliste (tué par Morel en saison 4). (5 épisodes)
- Vincent (Jérôme Robart) : transmetteur radio venu de Londres, il intègre le réseau de Villeneuve et a une aventure avec Marie (meurt lors de l'action menée par la police de Vichy contre son réseau en saison 4). (5 épisodes)
- Claude (Alexandre Hamidi) : compagnon de fortune d'Antoine. Il a étudié l'art dramatique à Paris (tué - selon Antoine - à la fin de la saison 5). (13 épisodes)
- Thierry Grand (Benoît Thiébault) : compagnon de fortune de maquis d'Antoine. Il participe au cours d'art dramatique de Claude dans le maquis pour lequel il se passionne (prétendu mort à la fin de la saison 5 avec Claude et deux autres, on apprend en saison 7 qu'il a survécu mais qu'il est rendu hémiplégique à cause d'une balle logée dans son crâne). (13 épisodes)
- Fernand (Robin Gros) : compagnon de fortune de maquis d'Antoine. Il participe au cours d'art dramatique de Claude dans le maquis pour lequel il se passionne (meurt aux côtés d'Antoine, alors qu'ils sont en Allemagne). (13 épisodes)
- Anselme Mercier (Bernard Blancan) : paysan membre du réseau de résistance de Marie Germain. Il devient chef du réseau après la mort de cette dernière, et participe à la pendaison d'Alban et l'exécution des miliciens. Après la guerre, il travaille à la scierie de Raymond Schwartz. Ne trouvant plus sa place dans la nouvelle société, il se suicide par police interposée dans la saison 7. (30 épisodes)

### Habitants de Villeneuve
- Ézéchiel Cohn (Denis Sebbah) : Juif tentant de fuir en Suisse, perd son fils. (saison 2), Retenu à l'école avec d'autres Juifs, perd sa femme qui se suicide et fuit avec sa fille (saison 4). Il tente d'assassiner le maire collaborateur de Villeneuve Philippe Chassagne et est caché par Daniel Larcher. Arrêté par André Janvier avec Sarah Meyer (saison 5), il parvient à s'échapper en soudoyant un gendarme. Il revient à Villeneuve et rencontre Rita, accompagné de sa fille, Sophie, avec qui il s'est échappé de la déportation en 1942. Il meurt en Palestine au côté de Rita dans un attentat. (17 épisodes)
- Sophie Cohn : Juive amie avec Marceau Schwartz et Gustave Larcher. Elle est emprisonnée avec les autres Juifs et ses parents en 1942 à l'école. Elle est ensuite libérée par son père (saison 4). Elle revient à l'école en 1944 avec son père.
- Éliane (Léa Betremieux) : amoureuse de Raoul, son père est quincaillier (saison 4), maîtresse de Marchetti et indic à la scierie Schwarz. Ayant dénoncé Joséphine et se sentant donc responsable de sa mort, elle tente de se suicider mais Marchetti la sauve et lui propose de l'épouser. Elle est finalement tuée par Antoine (saison 5) (7 épisodes)
- Inès (Annick Boyer) : secrétaire de Raymond à la scierie (quitte en 1942 la scierie pour travailler en Allemagne puis revient en 1945). (11 épisodes)
- Le curé du village (Emmanuel Salinger) : le curé de Villeneuve auquel Lucienne a l'habitude de se confier. (Elle lui avoue qu'elle est enceinte de Kurt, c'est également lui qui la marie à Bériot, elle viendra régulièrement se confesser pour dire qu'elle pense toujours à Kurt après sa mort). Il est révélé FFI lors de la confession du milicien Alban Lubac dans l'épisode 9 de la saison 6. (8 épisodes)
- Aristide (Nino Rocher) : Truand notoire et amant de Jérôme Michelet en 1945. (Il meurt abattu par Jérôme pour les avoir trahis alors qu'il s'apprête à tuer Gustave qui l'a démasqué). (5 épisodes)

### Autorités françaises (Vichy)
- Luc "Henri" Saturnin Servier (Cyril Couton, Noam Pacini enfant saison 7 épisode 6) : sous-préfet pétainiste de Villeneuve. Apparaissant comme faible et souvent soumis à l'égard des Allemands, il est aussi dominé par son épouse, selon les propres mots de celle-ci, son mari "ne comprendra jamais rien à la politique". Il est arrêté par le gouvernement provisoire en 1944 (saison 6), puis va être jugé en même temps que Daniel Larcher. De nombreux faits lui sont reprochés mais la liste des dix fusillés de 1941 figure celui qui va le condamner à mort. Bien qu'il l'ait rédigée en compagnie de Larcher (qui tente surtout de la réduire et n'a pas su trancher sur les personnes à y mettre), il refuse de dénoncer celui qu'il considère comme son ami et endosse seul la responsabilité. (45 épisodes)
- Arlette Servier (Patrizia Berti) : épouse du sous-préfet Servier. Elle apparaît assez peu et le plus souvent aux côtés de son mari dans les moments officiels. C'est elle qui lui conseille de ne pas faire arrêter lui-même les membres du maquis pour ne pas porter la responsabilité de leur mort si la Libération se produit, et elle vient le voir en prison lors de son procès de la saison 7 pour lui conseiller de dire que Daniel Larcher a participé à établir la liste des dix fusillés de 1941 avec lui. Après l'exécution de son mari, privée de pension et ayant vendu ses biens, elle se retrouve sans ressources et vient demander de l'aide à Daniel Larcher qui l'héberge quelque temps. (8 épisodes)
- Jérôme Michelet (Gauthier de Fauconval) : neveu du sous-préfet, fils de sa sœur, il est homosexuel. Il est d'abord arrêté en 1940 puis on le retrouve en 1942 où il tire sur Raymond Schwartz qui a tué son mentor et amant, Caberni. Il réapparaît ensuite dans la saison 7 où il dirige la bande de truands dont fait partie Gustave Larcher. Arrêté fin 1945, il dénonce Gustave pour le meurtre du sous-officier américain. (12 épisodes)
- Philippe Chassagne (Philippe Résimont) : nouveau maire collaborateur, mari de Jeannine. Pétainiste convaincu, il propose même à Müller l'établissement d'une SS française. Il meurt fusillé sur les ordres de celui-ci en 1943, aux côtés de Marcel Larcher (saison 5). (16 épisodes)
- Morel (Pascal Casanova) : Maréchal-des-Logis Chef, nommé Lieutenant en remplacement de Dupas, gendarme collaborateur et pétainiste convaincu (tué par Vincent lors de l'opération de la police contre la résistance en saison 4). (7 épisodes)
- Dupas (Bruno Rochette) : Adjudant de gendarmerie chargé de l'arrestation des Juifs, il couvre Bériot ayant découvert qu'il fait de la résistance. Il est rétrogradé après l'évasion de l'un des juifs de l'école (saison 4). Dans la saison 7 il refait son apparition et on apprend qu'il est médaillé de la Résistance. (3 épisodes)

### Autorités françaises (GPRF)
- Le procureur (François Chattot) : procureur requérant lors du procès de Servier et de Daniel Larcher pour collaboration en novembre 1945 (saison 7). (6 épisodes)
- Le président (Grégoire Oestermann) : président du tribunal au palais de justice de Villeneuve lors du procès de Servier et de Daniel Larcher pour collaboration en novembre 1945 (saison 7). (6 épisodes)
- Maître Lévy (Pierre Baux) : avocat de la défense de Servier et de Daniel Larcher lors de leur procès pour collaboration en novembre 1945. (Il a été choisi car il est Juif, on apprend qu'il a perdu dix membres de sa famille dans les camps de concentration) (saison 7). (6 épisodes)
- Hector Lanzac (Patrick Raynal) : ancien résistant gaulliste, on apprend en saison 7 qu'il a mené au moins une action contre l'occupant nazi à Lyon avec Jules Bériot. Après la guerre, il devient coordinateur de l'action du GPRF qu'il représente au niveau local sans que son rôle exact ne soit pourtant clairement défini : dans l'épisode 9 de la saison 7, Loriot demande en effet quelle est sa fonction à de Kervern qui lui répond « Il n'est rien, mais il a la confiance du Général et surtout celle du préfet de région, donc on lui obéit ». (Il s'oppose aux communistes et est en affaires avec Jeannine pour faire élire Raymond à la mairie de Villeneuve) (saison 7). (6 épisodes)
- Roger (Jean-Paul Dubois) : conseiller de Bériot dans la saison 7, intermédiaire avec Lanzac. (6 épisodes)

### Autorités allemandes
- Helmut von Ritter (Götz Burger) : Kreiskommandant de Villeneuve (muté en Bohême à la fin de la saison 2).
- Heinrich Müller (Richard Sammel) : chef du SD, (Sicherheitsdienst ou « Service de sécurité » de la SS) (saison 2). Il devient l'amant d'Hortense. Muté sur le front de l'Est (fin saison 3), il revient ensuite à Villeneuve comme chef de la police allemande pour l'Est de la France (saisons 4 et 5), déserte pour fuir avec Hortense avant d'être arrêté par les Américains (saison 6). Il collabore avec eux, ce qui lui vaut de ne pas être inquiété, avant d'être arrêté par la justice française puis remis aux autorités soviétiques pour le « liquider » tout en évitant la colère des Américains. Il parvient néanmoins à s'enfuir, et devient "conseiller en interrogatoire et torture" au Paraguay. Il meurt en 1960 abattu par une militante rousse arrêtée, probablement communiste et qui lui rappelle Hortense (saison 7). (40 épisodes)
- Kollwitz (Peter Bonke) : Kreiskommandant de Villeneuve en remplacement de Von Ritter (saison 3). Il est remplacé par Schneider (saison 5). (12 épisodes)
- Kurt Wagner (Samuel Theis) : amant de Lucienne et père biologique de sa fille (muté sur le front russe durant la saison 3, de retour à Villeneuve en saison 6, tankiste grièvement brûlé, caché et soigné par Lucienne, étouffé par Bériot, ivre). (14 épisodes)
- Ludwig (Jochen Hägele) : officier d'ordonnance d'Heinrich Müller (capturé par la résistance à la fin de la saison 6). (13 épisodes)
- Schneider (Christopher Buchholz) : Kreiskommandant de Villeneuve en remplacement de Kollwitz (saison 5). Il quitte la ville avec la garnison pour fuir l'avance des Alliés (meurt abattu par Marchetti afin de sauver Rita et son enfant que l'officier allemand s'apprête à faire fusiller avec d'autres juifs dans la saison 6). (8 épisodes)
- Krüger (Stefan Konarske) : chef du détachement de Panzers qui entre dans Villeneuve après le départ de la garnison allemande et qui fuit l'avance des troupes alliées. Kurt se trouve dans son unité, il quitte Villeneuve après avoir fait soigner ses blessés. (3 épisodes)

### Milice française
- André Janvier (Bruno Blairet) : chef de la Milice de Villeneuve et parrain d'Alban Lubac. Fasciste convaincu et psychopathe sadique, il organise la mort de la famille Vernet, et ordonne à son filleul de tuer les deux enfants de la famille. Il refuse de se rendre en Allemagne, car il est « pour une Europe fasciste, mais pas germanique ». Il est mortellement blessé par Antoine (saison 6).
- Alain Blanchon (Bruno Fleury) : commissaire de police de Villeneuve (saison 5), second puis chef de la Milice (saison 6) à la mort de Janvier, il se rend à la gare de Seurres d'où il doit, avec ses miliciens, rejoindre Belfort, mais à cause d'une fusillade, il retourne à l'école, où Schneider lui a dit que se trouvaient des camions. Il est fusillé en même temps que ses camarades miliciens (saison 6).
- Alban Lubac (Fabrice Richert) : réfractaire au STO (saison 5), il se fait arrêter par Marchetti et est reversé dans la Milice sous les ordres de Janvier, son parrain qui l'a pistonné. Sur ses ordres, il tue les enfants de Vernet, crime dont le remords le poursuit. Il meurt pendu par Raoul en septembre 1944 (saison 6).
- Victor Maruani : cadet des miliciens (né en 1924), échappe à la peine de mort (saison 6). Il est finalement tué par Raoul pour avoir dit « C'est pas l'entente cordiale dans la Résistance ».
- Xavier (Théo Cholbi) : jeune milicien, maréchaliste convaincu, il tente de faire sauter l'école où ses camarades et lui sont retenus prisonniers et a probablement été fusillé peu avant eux.
- Geneviève Lubac (Léa Miguel) : sœur d'Alban, elle débute une romance avec Antoine (saison 6) puis se fiance avec lui (saison 7) ; elle est violée par un soldat américain ivre dans cette même saison. Dans la deuxième partie de la saison 7, on apprend qu'elle est atteinte en 2000 de la maladie d'Alzheimer.
- Mamé (Isabelle Sadoyan) : grand-mère de Geneviève et d'Alban, c'est une collaborationniste, admiratrice de Joseph Darnand, dont elle a une photo dans sa ferme. Après la mort d'Alban, elle vit seule avec Geneviève, mais décède elle-même peu après. (6 épisodes)

### Autorités américaines
- Bridgewater (John-Christian Bateman) : colonel américain auquel Marie Germain demande de faire mouvement vers Villeneuve pour faire fuir les Allemands et empêcher une répression. Après la libération, il dirige la caserne américaine de soldats sur place dans le Jura, Jeanine Schwartz est en affaires avec lui pour rétablir le commerce sur le marché allemand (saisons 6 et 7). (6 épisodes)
- Groucho (Maximilien Poullein) : soldat américain de la garnison locale (saison 7). (3 épisodes)
- Tom : adjudant américain informateur de la bande de Jérôme Michelet dans la saison 7 (soupçonné d'avoir trahi la bande de truands, il est abattu par Gustave). (saison 7). (4 épisodes)
- Davis (Gabriel Brown) : sergent américain de la garnison locale qui vient régulièrement à la ferme de Geneviève pour approvisionner la caserne, après leur soirée de départ, il est soûl et la viole (saison 7). (3 épisodes)

## Erreurs et anachronismes
- Dans le premier épisode de la saison 1, qui se déroule le 12 juin 1940, on apprend que la ville de Besançon a été prise par l’armée allemande ce jour-même, or les allemands sont arrivés à Besançon le 16 juin 1940[12].
- Dans le premier épisode de la saison 1, Marceau répond « OK » à son père afin de traverser la place pour rejoindre l’école. L’utilisation de ce terme est rarissime en 1940.
- Jusqu'en juin 1942, la Wehrmacht assure sa propre sécurité au moyen d'antennes de l'Abwehr, de détachements de la Feldgendarmerie et de la Geheime Feldpolizei. Le Sicherheitsdienst (SD) reste cantonné au renseignement politique. Pour l'anecdote, le personnage joué par Richard Sammel porte le même nom que le chef historique de la Gestapo, Heinrich Müller.
- Au cours de la saison 1, qui se déroule en 1940, un aviateur anglais saute en parachute au-dessus de Villeneuve, alors qu'en 1940, les chasseurs de la Royal Air Force n'ont pas un rayon d'action suffisant pour arriver jusque dans le Jura ; ils sont d'ailleurs cantonnés à la défense du territoire britannique (bataille d'Angleterre).
- Dans la saison 5 qui se déroule en 1943, dans l’épisode Travail obligatoire, un gendarme s’arrête pour aider une résistante qui tombe de vélo. Il porte dans son dos un pistolet-mitrailleur MAT 49. Or, comme son nom l’indique, il date de 1949.
- Au cours de la saison 5, dans l'épisode Le jour d'après (12 novembre 1943), Marchetti, Loriot, Delage sont seuls au commissariat. Loriot s'interroge « Qui est le chef maintenant ? », Marchetti lui répond « Personne, c'est l'autogestion ». Il est impossible de dire cela car le mot autogestion, synonyme de la plus ancienne « gestion ouvrière », a été formé au cours des années 1950, sur le modèle de « cogestion » (vers 1900), à l’aide d’un élément grec et d’un élément latin : le pseudo-pronom réfléchi auto- (du grec αὐτός / autós, « même », « lui-même »[13]), qui sert de complément au nom qui suit (« de lui-même », « par lui-même », « pour lui-même », etc.) ; et le nom gestion, qui vient du latin gero, gessi, gestum, « porter », « prendre en charge », « accomplir », « administrer », « diriger ». Il est entré dans les dictionnaires français à partir de 1960.
- Dans l'épisode Le Crépuscule avant la nuit de la saison 6, lors du bal, on entend l'expression « Chauffe, Marcel ! » lancée à un accordéoniste. L'origine de cette expression ne fait pas consensus, mais toutes les théories la datent des années 1960.
- Au cours de la saison 6, qui se déroule en août-septembre 1944, Daniel Larcher déclare au procès des miliciens que « Alain Blanchon est milicien depuis trois ans ». Or, d'une part Blanchon a été chef de la police de Villeneuve en 1943, et d'autre part la Milice française n'est officiellement créée que le 30 janvier 1943.
- Au cours de la saison 6, un détachement de la 11e Panzerdivision occupe encore Villeneuve et les soldats de cette dernière portent un uniforme d'une SS-Panzer-Division (on peut voir le fameux insigne sur le col des uniformes). Cela est historiquement inexact sachant que cette division blindée dépend de la Wehrmacht et non de la Waffen-SS. De plus, selon son ordre de bataille, aucune unité SS ne lui a été affiliée durant cette période. Cependant, il peut y avoir confusion, car l'emblème de toutes les divisions blindées de la Wehrmacht comme de la Waffen SS est la tête de mort portée au col, héritage des "hussards de la mort" de Frédéric II. La tête de mort SS est portée sur la coiffe, le seul exemple de tête de mort portée au col est la division "Totenkopf".
- Dans les quatre premières saisons, plusieurs appareils téléphoniques utilisés par les personnages sont du type U43, modèle choisi par l'Administration des PTT en 1943 (après un concours remporté cette année-là par la Société Ericsson) et dont la généralisation n'intervint que postérieurement aux événements censés se produire dans les épisodes de ces saisons… Dans les scènes se passant sur des routes, les poteaux téléphoniques (en bois) portent un câble gainé isolé par une matière plastique noire (du genre Polyéthylène) alors qu'à cette époque les fils de cuivre du téléphone sont fixés de manière séparée sur des isolateurs en verre ou en porcelaine par 4 ou plus. Les câbles gainés ne sont apparus probablement que vers les années 1960.
- Lors du dernier épisode de la saison 6, Marchetti est transféré à Dijon pour y être jugé par les autorités gaullistes. Or, on apprend un peu plus tard la libération de Besançon. La date est donc le 8 septembre 1944, soit trois jours avant la libération de Dijon (le 11 septembre 1944).
- Au cours de la saison 5, qui se déroule en 1943, Marchetti fait référence à Alban en tant que « Madrier Alban ». Or, son nom de famille est Lubac.
- Les SS se saluent comme dans la Wehrmacht : en réalité, ils se saluent du « salut romain ».
- Le SS Standartenführer Schneider est colonel, donc il n'y a aucune raison que le capitaine de la Milice lui dise « commandant », ni qu'un Allemand l'appelle « capitaine » (Herr Hauptmann).
- Les verres Duralex n'existent que depuis 1945 : ils ne devraient donc pas apparaître dans la saison 6.
- Dans le dernier épisode de la saison 6, Antoine et Fernand s'engagent au sein de la 1re armée française. Tous deux portent le calot modèle 1946, Fernand a un sac à dos Bergam modèle 1951.
- Dans le flashback d'Antoine qui se retrouve sur le front en Allemagne au sein de la 1re armée française (début de la saison 7), plusieurs erreurs sont à relever. On note la présence de sacs à dos Bergam modèle 1951, de l'insigne Rhin et Danube apparu en juin 1945, d'insignes tricolores français en quantité afin de marquer leur nationalité (cet insigne est apparu pour le débarquement de Provence en août 1944 et disparaît rapidement). L'infirmier en arrière-plan porte sur son casque une paire de lunettes américaines modèle 1944, apparu en fin de guerre, et dont l'armée française de libération n'a pas été équipée. Antoine porte sur sa manche gauche les chevrons de sergent qui sont du modèle 1945. Le fusil semi-automatique M1 Garand n'a jamais équipé la 1re armée française (excepté le 1er Régiment de Chasseurs Parachutistes).
- Dans l'épisode 6 de la saison 6, Lucienne récite le Notre Père mais la version de cette prière date de 2013[note 1].
- Dans l'épisode voyant l'enterrement officiel - même si sous un autre nom - de Kurt, le prêtre célébrant l'office formule une prière en s'adressant par tutoiement à Dieu. Or cette pratique fait suite à la réforme liturgique intervenue dans les années 1960 dans le cadre du concile Vatican II. Jusqu'alors la forme qui prévaut lors d'une prière est le vouvoiement.
- Dans le tout dernier épisode de la série, Daniel Larcher reçoit une lettre de condoléances de la part de Raymond Schwartz où il indique son numéro de téléphone à 8 chiffres. Cette scène est censée se passer en 1975, or la numérotation à 8 chiffres n'a été mise en place qu'en 1985.
- Un milicien, incarné par l'acteur Denis Boyer se fait appeler Denis par Blanchon lors de leur résistance à l'école. Or, on le reconnaît dans les fusillés par le peloton d'exécution commandé par Antoine, et d'après une liste, les fusillés sont Alain Blanchon, Anatole Galtier, André Ploumanach, Serge Gerbisier, Rodolphe Gerbisier, Sauveur Cartier, Désiré Dupont, Basile Dumesnil, Atanase Champolski.
- Dans la saison 6 épisode 1, l'uniforme du lieutenant américain n'est pas correct, la veste modèle 1943 n'est distribuée qu'à partir de la mi-septembre de manière très sporadique, le port de la sangle du sous-casque n'est pas correct non plus, tout comme la couleur du maillot de corps. Ce lieutenant aurait dû porter une veste modèle 1941, un maillot de corps de couleur olive drap n°3 (ici un maillot de corps olive drap n°7) et ne pas porter de sangle de sous-casque.
- Dans plusieurs épisodes, lorsqu’un protagoniste allume une radio, le son est immédiat. Avec la technique des lampes, il faut attendre quelques secondes pour que les lampes chauffent afin que le son soit audible. Et il est d’une parfaite qualité, ce qui n’éest pas encore le cas avec ces appareils.

## Épisodes

### Première saison (2009):1940, Vivre c'est choisir
La saison 1 a été diffusée du 4 juin 2009 au 18 juin 2009 sur France 3.
1. Le Débarquement (12 juin 1940)
2. Chaos (24 juin 1940)
3. Passer la ligne (30 septembre 1940)
4. Sur la terre comme au ciel (15 octobre 1940)
5. Marchés noirs (7 novembre 1940)
6. Coup de froid (11 novembre 1940)

### Deuxième saison (2009):1941, Vivre ses choix
La saison 2 a été diffusée du 13 octobre 2009 au 27 octobre 2009 sur France 3.
1. La Loterie (10 janvier 1941)
2. L'Engagement (5 février 1941)
3. La Leçon de choses (12 février 1941)
4. Votre nom fait un peu juif (4 mars 1941)
5. Danger de mort (10 mars 1941)
6. Le Coup de grâce (11 mars 1941)

### Troisième saison (2010-2011):1941, Vivre ses choix
La saison 3 a été diffusée du 28 novembre 2010 au 2 janvier 2011 sur France 3.
1. Le Temps des secrets (28 septembre 1941)
2. Notre père (17 octobre 1941)
3. La Planque (19 octobre 1941)
4. Si j'étais libre (20 octobre 1941)
5. Le Choix des armes (23 octobre 1941)
6. La Java bleue (25 octobre 1941)
7. Une chance sur deux (26 octobre 1941)
8. Le Choix (27 octobre 1941)
9. Quel est votre nom ? (28 octobre 1941)
10. Par amour (29 octobre 1941)
11. Le Traître (31 octobre 1941)
12. Règlements de comptes (1er novembre 1941)

### Quatrième saison (2012):1942, L'heure du choix
La saison 4 a été tournée du 18 avril au 13 juillet 2011 et en octobre 2011. Elle a été diffusée du 27 mars 2012 au 1er mai 2012 sur France 3.
1. Le Train (20 juillet 1942)
2. Un jour sans pain (21 juillet 1942)
3. Mille et une nuits (22 juillet 1942)
4. Une évasion (23 juillet 1942)
5. La Mission (24 juillet 1942)
6. La Libération (25 juillet 1942)
7. Le Visiteur (9 novembre 1942)
8. Tel est pris qui croyait prendre (10 novembre 1942)
9. Baisers volés (11 novembre 1942)
10. Des nouvelles d'Anna (12 novembre 1942)
11. La Souricière (13 novembre 1942)
12. La Frontière (14 novembre 1942)

### Cinquième saison (2013):1943, Choisir la Résistance
La saison 5 a été tournée du 9 juillet au 5 octobre 2012 et du 25 février au 24 mai 2013. Elle a été diffusée du 1er octobre 2013 au 5 novembre 2013 sur France 3.
1. Travail obligatoire (23 septembre 1943)
2. Le Jour des alliances (24 septembre 1943)
3. Naissance d'un chef (25 septembre 1943)
4. La Répétition (25 octobre 1943)
5. L'Arrestation (26 octobre 1943)
6. Le Déménagement (27 octobre 1943)
7. La Livraison (8 novembre 1943)
8. Les Trois Coups (9 novembre 1943)
9. Un acte de naissance (10 novembre 1943)
10. L'Alsace et la Lorraine  (11 novembre 1943)
11. Le Jour d'après (12 novembre 1943)
12. Un sens au monde (13 novembre 1943)

### Sixième saison (2014-2015):1944, L'Histoire choisit ses héros
Cette saison est composée de 12 épisodes : la première partie (6 épisodes) a été tournée entre le 4 mars et le 4 juin 2014 et la deuxième partie (6 épisodes) entre le 27 octobre 2014 et le 30 janvier 2015. La première partie est diffusée sur France 3 du 18 novembre au 2 décembre 2014, la deuxième du 24 novembre au 8 décembre 2015. L'histoire débute le 25 août 1944, jour de la Libération de Paris, alors que la Libération de la France est déjà bien entamée.
1. Paris libéré (25 août 1944)
2. Le Pont (26 août 1944)
3. La Corde (27 août 1944)
4. Sur le quai (28 août 1944)
5. L'Homme sans nom (29 août 1944)
6. Le Groupe (30 août - 1er septembre 1944)
7. Une explosion (1er septembre 1944)
8. Le Procès (2 septembre 1944)
9. Le Crépuscule avant la nuit (3 septembre 1944)
10. La Loi du désir (4 septembre 1944)
11. Arrestations (5 septembre 1944)
12. Libération (6 septembre 1944)

### Septième saison (2016-2017):1945, L'épilogue
Cette saison, présentée comme la dernière, a été confirmée par France 3 le 17 avril 2014. Le tournage des épisodes 61 à 66 a eu lieu du 11 avril au 7 juillet 2016. Le thème principal est l'épuration à la Libération en France avec notamment le procès du sous-préfet. Elle couvre la période allant de novembre à décembre 1945 et se concentre sur les vies nouvelles qui s'offrent aux héros. Les six premiers épisodes sont diffusés sur France 3 à partir du mardi 25 octobre 2016 et sur La Une (Belgique) à partir du samedi 22 octobre 2016.
Le tournage de la seconde salve d'épisodes de la septième et ultime saison s'est achevé fin juillet 2017 dans un immeuble du 16e arrondissement de Paris. Ces six derniers épisodes ont été diffusés sur France 3 du 16 au 30 novembre 2017.
1. Derrière le mur (15 novembre 1945)
2. Le Carnet (16 novembre 1945)
3. Rue Marcel Larcher (17 novembre 1945)
4. Les 4 du maquis (18 novembre 1945)
5. Les Devoirs de mémoire (19 novembre 1945)
6. Au bout du tunnel (20 novembre 1945)
7. Prisonniers de guerre (décembre 1945, 1953, 1975, 2003)
8. Sur la grève (décembre 1945, 1953, 1975, 2000, 2003)
9. Un petit coup de rouge (1945,1948 en Palestine, 1953, 1960 en Amérique du Sud, 1975, 2003)
10. 28-10-01 (1945, 1948 en Palestine,1953, 1960 en Amérique du sud, 1975, 2003)
11. Le Vernissage (1945, 1953, 1975, 2003)
12. L'Embarquement (1945, 1953, 1975, 2003)

## DVD
- Saison 1 : disponible depuis le 14 octobre 2009 dans un coffret comprenant l'intégralité des six épisodes. Six petits reportages de cinq minutes chacun ont été ajoutés : L'Exode, Mon village, Le sort des Juifs, Maréchal nous voilà !, Au temps du marché noir et L'aube de la Résistance.
- Saison 2 : disponible en DVD. On peut l'acheter dans un coffret comprenant la saison 1.
- Saison 3 : sortie le 7 mars 2012.
- Saison 4 : sortie le 13 juin 2012[note 2].
- Saison 5 : sortie le 13 novembre 2013[note 2].
- Saison 6 : sortie le 12 décembre 2015[note 2].
- Saison 7 : sortie le 26 septembre 2018[note 2].

## Livres et bandes dessinées
Les six premières saisons sont éditées en livres. Écrites par Alain Ade, ces novélisations sont publiées par Le Tigre bleu.
La série a fait l'objet d'une préquelle en bande dessinée écrite par Jean-Charles Gaudin et dessinée par Vladimir Aleksić, racontant la vie du village durant la Première Guerre mondiale. Également nommée Un village français, cette série en trois volumes a été publiée par Soleil Productions en 2015-2016.

## Diffusion internationale
- La série est également diffusée :
  - en Finlande sur Yle Teema sous le nom Ranskalainen kylä ;
  - en Europe et au Canada sur TV5MONDE ;
  - au Brésil sur TV Globo ;
  - en Belgique sur La Une et sur La Trois ;
  - en Corée du Sud depuis le 20 avril 2014 sur MBC sous le nom The Line en version doublée ;
  - en Allemagne sur Sony Entertainment Television en version doublée ;
  - au Portugal sur RTP2 sous le nom Uma aldeia francesa ;
  - en Suède sur SVT sous le nom En liten fransk stad ;
  - aux États-Unis sur MHz Networks, MHz Worldview et sur MHz Choice, sous le titre A French Village en version sous-titrée ;
  - en Espagne, sur différentes chaines régionales. En Espagnol, sur Aragón TV, ETB2 et autres, sous le nom de Una aldea francesa, et en Catalan, sur TV3 sous le nom Un poble francès en version doublée et aussi en version française sous-titrée.
- La série a également été vendue en Australie[réf. souhaitée], en Géorgie, au Kosovo et en Pologne.
- La série est par ailleurs disponible en DVD en Scandinavie[réf. souhaitée], en Géorgie et au Kosovo.
- La série est disponible sur TF1+ (Groupe TF1)

## Distinctions
- Syndicat français de la critique de cinéma : meilleure série française en 2012.
- Festival Séries Mania : prix de la meilleure série française en 2013[20].
- Globes de Cristal 2014 : nommée dans la catégorie « meilleur téléfilm-série télévisée. »
- Prix Historia : prix spécial du jury 2018.